# Unidades de longitud romanas
El sistema romano de medidas de longitud contaba con las siguientes unidades:
- Actus vorsus o surco de 24 passus, es decir, 35,48 m o 120 pies.
- Cubitus o ulna, semejante al codo, que equivalía a 6 palmus, es decir, 44,35 cm o 1,45 pies.
- Decempeda o pértica, equivalente a 2 passus o 4 gradus u 8 palmipés, es decir, 2,95 m o 10 pies.
- Digitus o dedo, que equivale a 18,48 mm o 1⁄16 de pie.
- Gradus, que equivalía a 40 digitus o 10 palmus, es decir, 73,92 cm o 2,42 pies. Es una medida semejante al paso de épocas posteriores.
- Legua, que equivalía a 1500 passus, es decir, 2222 m o 7500 pies.
- Millia passus, que dio origen a la milla. Su nombre viene de que son 1000 passus, es decir, 1478,5 m o 5000 pies.
- Palmipes o palmo-pie, que equivalía a 20 dedos o a 5 palmus, es decir, 36,96 cm o 1,21 pies.
- Palmus, en realidad no está relacionado con el palmo (que sería la medida entre los extremos de los dedos pulgar y meñique con la mano extendida), sino más bien con el coto castellano, que es el ancho de la palma de la mano cerrada sin el dedo pulgar, y equivalía a 4 dedos o 7,39 cm o ¼ de pie.
- Passus, que en realidad sería un doble paso, y era la distancia entre dos apoyos del mismo pie mientras se camina. Equivalía a 2 gradus o 20 palmus, es decir, 1,47 m o 5 pies.
- Pes o pie, que comprende 16 digitus o 4 palmus, es decir, 29,57 cm. El arquetipo de pie romano está depositado en el templo de Juno Moneta.
- Stadium o estadio, que comprende 125 passus, es decir, 184,81 m.

Para medidas de longitud, se utilizaba la pértica o el actus vorsus. El actus vorsus cuadrado, multiplicado por dos, daba el iugerum.

## Equivalencias y conversiones
| Unidad romana  | Nombre en latín     | Pies   | Metros | Millas |
| -------------- | ------------------- | ------ | ------ | ------ |
| Pie romano     | Pes, pedis (plural) | 1      | 0,29   | 1/5000 |
| Paso simple    | Gradus              | 2,5    | 0,74   | 1/2000 |
| Paso doble     | Passus              | 5      | 1,48   | 1/1000 |
| Estadio romano | Stadium             | 625    | 185,12 | 1⁄8    |
| Milla romana   | Milia passuum       | 5000   | 1481   | 1      |
| Legua romana   | Legua               | 15 000 | 4443   | 3      |